# Pseudoleskeopsis bollei
Pseudoleskeopsis bollei là một loài Rêu trong họ Leskeaceae. Loài này được (Broth. & Geh.) P. Rao mô tả khoa học đầu tiên năm 2001.